# Tuuma
Tuuma war ein finnisches Längenmaß vor der Einführung des Metrischen Einheitensystems im Jahr 1887 und entsprach dem schwedischen Zoll. 
- 1 Tuuma = 12 Linjaa[1] = 2,47 Zentimeter
- 12 Tuumaa = 2 Korttelia = 1 Jalka = 0,297 Meter